# 延安南泥湾机场
延安南泥湾机场是一座位于中国陝西省延安市宝塔区柳林镇尚家沟的军民合用机场，机场等级为4C级，设有一条长3000米、宽45米的跑道，7个停机位及一座1.3万平方米的航站楼，配套4部登机桥。延安南泥湾机场是陕西省和延安市确定的“重点项目”，在2013年开工。延安南泥湾机场于2018年9月完成试航，在2018年11月正式开通，是陕西省客运吞吐量第三大机场。

## 历史
- 1936年1月，延安机场开始建设。
- 1958年10月1日，中国民用航空局在原延安东关老机场建站并开通民用航班。
- 1980年，延安民航站和航班运行整体搬迁至延安东二十里铺机场。
- 2003年10月14日，延安东二十里铺机场由民航西北管理局移交西部机场集团管理。
- 2004年9月16日，延安东二十里铺机场完成公司化改制，由西部机场集团和延安市人民政府共同出资组建成立西部机场集团延安机场有限公司。
- 2009年6月，国务院、中央军委正式立项批复，同意对延安东二十里铺机场实施迁建。
- 2009年8月，延安南泥湾机场迁建工程试验段开工。
- 2013年7月，延安南泥湾机场开始正式动工修建。
- 2015年5月6日，延安市人民政府与西部机场集团签订民航项目委托建设运营管理协议，将延安机场迁建项目民航工程建设全权委托西部机场集团公司组织实施。
- 2017年10月，中国民用航空局下文将新机场命名为“延安南泥湾机场”。
- 2018年7月29日，延安南泥湾机场顺利通过投产校飞 ；11月8日，延安南泥湾机场建成实现转场投运。[7]

## 航空公司与航点
2025夏秋航线
| 航空公司     | 目的地                                                                   |
| ------------ | ------------------------------------------------------------------------ |
| 中國國際航空 | 北京首都                                                                 |
| 中國東方航空 | 上海浦東                                                                 |
| 中國南方航空 | 廣州、深圳                                                               |
| 厦门航空     | 福州、长沙                                                               |
| 首都航空     | 南京、银川                                                               |
| 湖南航空     | 西寧、无锡                                                               |
| 華夏航空     | 成都天府、南京、西安、重慶、三亚、昆明、沈阳、呼和浩特、貴陽、天津、郑州 |